# Imre Bolyos
Imre Bolyos, född 3 maj 1911 i Arad, som då tillhörde Ungern (men idag Rumänien), död 22 juli 1992 i Täby församling i Stockholms län, var en ungersk-svensk företagsledare.
Imre Bolyos var son till Edmund Bolyos och Berta Birnstingel. Efter studentexamen 1928 genomgick han handelshögskola i Szolnok och Wien med examen 1932. Han blev fabrikschef vid Bröderna Börjesson i Bjästa 1953 och disponent vid Interplast AB 1955. Han var innehavare av Bolyos experimentindustri från 1958. Vidare hade han svenska och utländska patent på IP-tryck och diverse konstruktioner inom plastbranschen. År 1969 blev han ägare och VD för nämnda Interplast AB i Lidingö, där han tidigare verkat som konstruktör och disponent.
Han var gift första gången en period med Anna Erdélyi och fick dottern Elisabeth (född 1947). Andra gången gifte han sig 1953 med Berit Hellman (född 1929), dotter till John Hellman och Linda Forsberg. De fick dottern Christina (född 1954) och sonen Mikael Bolyos (född 1957).